# Fisiculturismo
Fisiculturismo (português brasileiro) ou culturismo (português europeu) é o uso progressivo de exercícios de treinamento resistido para controlar e desenvolver a musculatura de uma pessoa para fins estéticos. Um indivíduo que se envolve nessa atividade é chamado de fisiculturista ou culturista. No fisiculturismo profissional, os competidores aparecem nas filas e realizam poses especificadas (e, posteriormente, rotinas individuais de poses) para um painel de juízes que as classificam com base em simetria, muscularidade, tamanho, condicionamento, poses e apresentação no palco. Os fisiculturistas se preparam para as competições através da eliminação da gordura corporal não essencial, aprimorada no último estágio por uma combinação de desidratação extracelular e saturação de carboidratos, para alcançar a máxima definição e vascularização muscular; eles também se bronzeiam e fazem a barba para acentuar o contraste de sua pele sob os holofotes.
Alguns fisiculturistas usam esteróides anabolizantes e outras drogas para melhorar o desempenho e para construir músculos e se recuperar de lesões mais rapidamente, mas as competições às vezes proíbem de usá-los por causa dos riscos à saúde, fazendo até considerações sobre a concorrência leal. Apesar de alguns pedidos de testes para esteróides (Essas substâncias podem ser detectadas na urina por um período de até seis meses), a principal federação de fisiculturismo (National Physique Committee) não o faz. O vencedor do concurso anual da Federação Internacional de Fisiculturismo (IFBB) Mr. Olympia é geralmente reconhecido como o melhor fisiculturista profissional masculino do mundo. Desde 1950, o Mister Universo da Associação Nacional de Fisiculturistas Amadores (NABBA) é considerado o principal campeonato amador de culturismo, com vencedores notáveis como Reg Park, Lee Priest, Steve Reeves e Arnold Schwarzenegger. Os vencedores geralmente se tornam atletas profissionais.

## Campeonatos
A Federação Internacional de Culturismo e Fitness (IFBB) foi fundada em 1946 e inclui federações nacionais de 196 países.[carece de fontes?]
Em 1969, a IFBB tornou-se membra da Associação Geral de Federações Desportivas Internacionais (GAISF), agora SportAccord. A IFBB também é afiliada com o International Council of Sport Science and Physical Education (ICSSPE), da International World Games Association (IWGA) e do International Council for Coaching Excellence (ICCE).[carece de fontes?]
A IFBB é reconhecida pelo Conselho Olímpico da Ásia (OCA) e da Associação das Confederações Desportivas Pan-Americanas (ACODEPA).[carece de fontes?]
A IFBB também é reconhecida por cerca de 90 comitês olímpicos nacionais. Participa dos Jogos Mundiais e de vários jogos regionais reconhecidos pelo Comitê Olímpico Internacional (COI): Jogos Centro-Americanos, Jogos Sul-Americanos, Jogos Pan-Arábicos, Jogos Asiáticos de Praia, Jogos Bolivarianos e o fisiculturismo esteve como modalidade convidada nos Jogos Europeus de 2015.[carece de fontes?]
A IFBB é um signatário da Agência Mundial Antidoping (WADA), suas regras antidoping estão em conformidade com o código da WADA.[carece de fontes?]

## Áreas

### Fisiculturismo profissional
Na indústria moderna da musculação, o termo "profissional" (ou "pro") geralmente significa um fisiculturista que venceu competições de qualificação como amador e ganhou um "cartão profissional" de sua respectiva organização. Profissionais ganham o direito de competir em competições que incluem prêmios monetários. Um cartão pro também proíbe o atleta de competir em federações diferentes daquela de onde recebeu o cartão profissional. Dependendo do nível de sucesso, esses fisiculturistas podem receber compensação monetária de patrocinadores, como atletas de outros esportes.

### Fisiculturismo natural
Devido às crescentes preocupações com o alto custo, as consequências para a saúde e a natureza ilegal de alguns esteróides, muitas organizações se organizaram em resposta a isso e se consideraram competições "naturais" de musculação. Além das preocupações observadas, muitos empresários da musculação têm procurado abandonar a percepção "esquisita" que o público em geral tem do esporte e introduziram com sucesso um público mais popular, incluindo concorrentes cujos físicos parecem muito mais viáveis e acessíveis.
Em concursos naturais, o protocolo de testes varia entre organizações, desde detectores de mentiras até análises de urina. As penalidades também variam de organização para organização, desde suspensões a proibições estritas de competir. Também é importante observar que as organizações naturais também possuem sua própria lista de substâncias proibidas e é importante consultar o site de cada organização para obter mais informações sobre quais substâncias são proibidas de competir. Existem muitas organizações naturais de musculação; alguns dos maiores incluem: MuscleMania, Ultimate Fitness Events (UFE), INBF/WNBF e INBA/PNBA. Essas organizações têm presença norte-americana ou mundial e não se limitam ao país em que estão sediadas.

### Men's Phyisque
Uma nova categoria chamada "Men's Physique" foi iniciada em 2013. O primeiro Mr. Olympia foi Mark Wingson, seguido por Jeremy Buendia por anos consecutivos. Como o fisiculturismo, as federações nas quais você pode competir são todas iguais, tanto as naturais como as regulares, mas a principal diferença entre as categorias é que a Men's Physique posa de short ou de bermuda, em vez de um traje tradicional. Os fisiculturistas são muito maiores que os competidores da Men's Physique e têm uma rotina extensa ao posar enquanto a categoria Men's Physique é julgada apenas pelas poses frontal e de costas. Muitos dos concorrentes não são muito grandes e têm um físico um pouco mais viável e estético em comparação com a musculação. Embora essa categoria tenha começado devagar, ela cresceu tremendamente nos últimos cinco anos.

### Classic Physique
Este é o meio termo do Men's Physique e do fisiculturismo. Os concorrentes nessa categoria não são tão grandes quanto os fisiculturistas, mas não tão "pequenos" quanto os concorrentes da Men's Physique. Eles posam e se apresentam em cuecas boxer masculinas para mostrar as pernas, ao contrário do Men's Physique, que escondem as pernas em shorts. O Classic Physique existe desde 2016.

### Fisiculturismo feminino

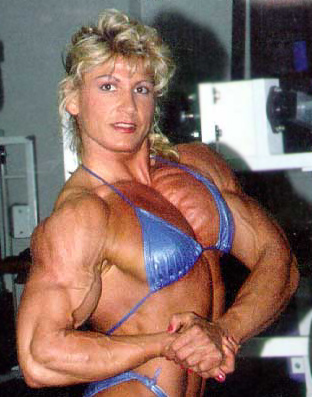
Nikki Fuller

A primeira edição do U.S. Women's National Physique Championship, promovido nos Estados Unidos por Henry McGhee e realizado em Canton, Ohio em 1978, é geralmente considerado como o primeiro verdadeiro concurso de fisiculturismo feminino - ou seja, o primeiro concurso em que os participantes foram julgadas apenas pela muscularidade. Em 1980, foi realizada a primeira Mrs. Olympia (inicialmente conhecida como "Miss" Olympia), o concurso de maior prestígio para profissionais. A primeira vencedora foi Rachel McLish, que também havia vencido o Campeonato dos EUA da NPC no início do ano. O concurso foi um grande ponto de virada para o fisiculturismo feminino. McLish inspirou muitas futuras concorrentes a começar a treinar e competir.
Em 1985, o documentário Pumping Iron II: The Women foi lançado. Ele documentou a preparação de várias mulheres para o Campeonato do Mundo do Caesars Palace de 1983. Os concorrentes de destaque no filme foram Kris Alexander, Lori Bowen, Lydia Cheng, Carla Dunlap, Bev Francis e McLish. Na época, Francis era realmente uma levantadora de força, embora logo fizesse uma transição bem-sucedida para o fisiculturismo, tornando-se uma das principais concorrentes do final dos anos 80 e início dos 90.[carece de fontes?]
Nos últimos anos, as áreas como o bikini fitness aumentaram em popularidade, superando a do fisiculturismo feminino, e forneceram uma alternativa para as mulheres que optam por não desenvolver o nível de muscularidade necessário para o fisiculturismo. Competições de fitness atuais também têm um elemento de ginástica para elas. Um estudo do Clinical Journal of Sport Medicine descobriu que as mulheres fisiculturistas que tomam esteróides anabolizantes são mais propensas a se qualificar para transtorno de dependência de substâncias, a serem diagnosticadas com uma doença psiquiátrica ou a ter um histórico de abuso sexual.
E. Wilma Conner entrou no Livro dos Recordes ao competir no Campeonato Clássico NPC Armbrust Pro Gym Warrior de 2011 em Loveland, Colorado, com 75 anos e 349 dias de idade.

## Crescimento muscular
Para incrementar o aumento da massa muscular (hipertrofia), os fisiculturistas focam três principais pontos:
- Treinamento adequado com a resistência de pesos e demais atividades físicas;
- Nutrição especializada, incorporando proteínas e outros suplementos alimentares visando a liberação de hormônios para aumentar a síntese protéica;
- Repouso (descanso) adequado para a recomposição muscular.

### Treinamento com pesos
O treinamento resistido intensivo causa microlesões nos músculos que estão sendo treinados; isso é geralmente conhecido como microtrauma. Essas microlesões no músculo contribuem para a dor sentida após o exercício, chamada dor muscular tardia. É o reparo desses microtraumas que resulta no crescimento muscular. Normalmente, essa dor fica mais aparente um ou dois dias após o treino. No entanto, à medida que os músculos se adaptam aos exercícios, a dor tende a diminuir.
O treinamento com pesos visa construir músculos, estimulando dois tipos diferentes de hipertrofia muscular: sarcoplasmática e miofibrilar. A hipertrofia sarcoplasmática leva a músculos maiores e, portanto, é favorecida pelos fisiculturistas mais do que a hipertrofia miofibrilar, que cria força atlética. A hipertrofia sarcoplasmática é desencadeada pelo aumento de repetições, enquanto a hipertrofia miofibrilar é desencadeada pelo levantamento de pesos mais pesados. Em qualquer um dos casos, há um aumento no tamanho e na força dos músculos (em comparação com o que acontece se o mesmo indivíduo não levantar pesos), no entanto, a ênfase é diferente.
Muitos treinadores gostam de alternar entre os dois métodos, a fim de impedir que o corpo se adapte (mantendo uma sobrecarga progressiva), possivelmente enfatizando o método mais adequado aos seus objetivos; normalmente, um fisiculturista visa a hipertrofia sarcoplasmática na maioria das vezes, mas pode mudar temporariamente para um tipo de treinamento em hipertrofia miofibrilar, a fim de passar por um platô.

### Nutrição
Os altos níveis de crescimento e reparo muscular alcançados pelos fisiculturistas exigem uma dieta especializada. De um modo geral, os fisiculturistas requerem mais calorias do que a pessoa média com o mesmo peso para fornecer os requisitos de proteína e energia necessários para apoiar o treinamento e aumentar a massa muscular. Na preparação de um campeonato, um nível de sub-manutenção da energia dos alimentos é combinado com exercícios cardiovasculares para perder gordura corporal. Proteínas, carboidratos e gorduras são os três principais macronutrientes que o corpo humano precisa para construir músculos. As proporções de calorias de carboidratos, proteínas e gorduras variam de acordo com os objetivos do fisiculturista.

#### Carboidratos
Os carboidratos desempenham um papel importante para os fisiculturistas. Eles dão energia ao corpo para lidar com os rigores do treinamento e da recuperação. Os carboidratos também promovem a secreção de insulina, um hormônio que permite às células obter a glicose de que precisam. A insulina também carrega aminoácidos nas células e promove a síntese proteica. A insulina tem efeitos semelhantes aos esteróides em termos de ganhos musculares. É impossível promover a síntese de proteínas sem a existência de insulina, o que significa que, sem a ingestão de carboidratos ou proteínas - o que também induz a liberação de insulina - é impossível adicionar massa muscular.
Os fisiculturistas procuram polissacarídeos com baixo índice glicêmico e outros carboidratos de digestão lenta, que liberam energia de maneira mais estável do que açúcares e amidos com alto índice glicêmico. Isso é importante, pois os carboidratos com alto índice glicêmico causam uma resposta aguda à insulina, que coloca o corpo em um estado em que é provável que armazene energia adicional como gordura. No entanto, os fisiculturistas frequentemente ingerem alguns açúcares de digestão rápida (geralmente na forma de dextrose pura ou maltodextrina) imediatamente antes, durante e/ou logo após um treino. Isso pode ajudar a repor o glicogênio armazenado no músculo e estimular a síntese de proteínas musculares.

#### Proteínas

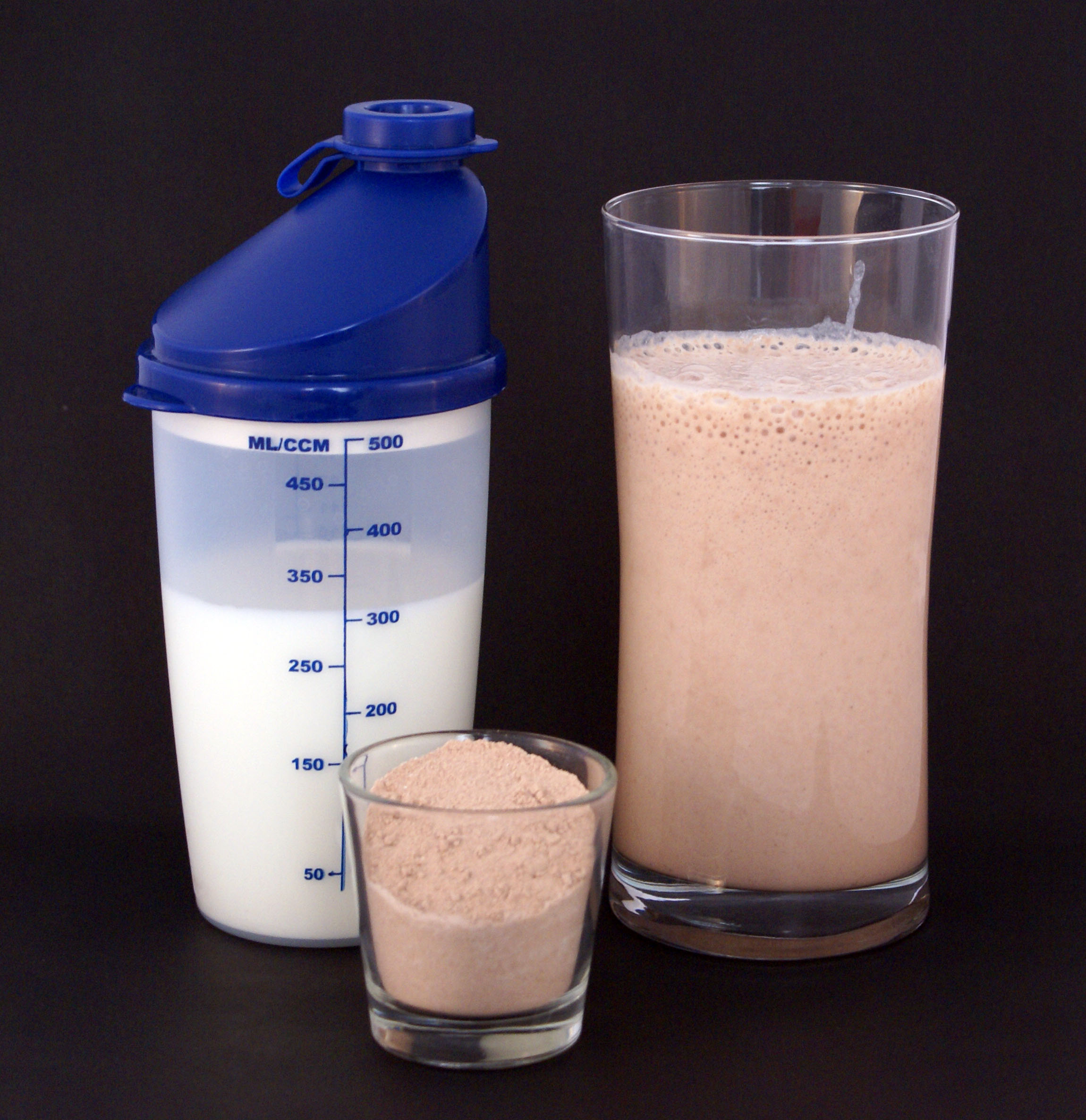
Os shakes de proteína, feitos a partir de proteínas em pó (ao centro) e leite (à esquerda), são um suplemento comum

As proteínas motoras actina e miosina geram as forças exercidas pela contração dos músculos. O cortisol diminui a captação de aminoácidos pelos músculos e inibe a síntese de proteínas. As recomendações atuais sugerem que os fisiculturistas devem consumir 25 a 30% de proteína por ingestão total de calorias para promover seu objetivo de manter e melhorar sua composição corporal. Este é um tópico amplamente debatido, com muitos argumentando que 1 grama de proteína por quilo de peso corporal por dia é o ideal, alguns sugerindo que menos é suficiente, enquanto outros recomendam 1,5, 2 ou mais. Acredita-se que a proteína precise ser consumida com frequência ao longo do dia, especialmente durante/após um treino e antes de dormir. Há também algum debate sobre o melhor tipo de proteína a ser ingerida. Frango, peru, carne, porco, peixe, ovos e laticínios são ricos em proteínas, assim como algumas nozes, sementes, feijões e lentilhas. Caseína ou soro do leite são frequentemente usados para suplementar a dieta com proteínas adicionais. O soro do leite é o tipo de proteína contido em muitas marcas populares de suplementos de proteína e é preferido por muitos fisiculturistas devido ao seu alto valor biológico e às taxas de absorção rápida. A proteína do soro do leite também tem um efeito maior que a caseína nos níveis de insulina, desencadeando cerca do dobro da quantidade de liberação de insulina.
Antes, pensava-se que os fisiculturistas precisavam de proteína com um valor biológico mais alta que a da soja, o que foi adicionalmente evitado devido às suas propriedades estrogênicas (hormônio feminino), embora estudos mais recentes tenham mostrado que a soja realmente contém fitoestrogênios que competem com estrogênios no corpo masculino e pode bloquear ações estrogênicas. Soja, linho e outros alimentos à base de plantas que contêm fitoestrogênios também são benéficos porque podem inibir algumas funções da hipófise ao estimular o sistema P450 do fígado (que elimina hormônios, drogas e resíduos do corpo) para processar e excretar mais estrogênio em excesso. Contrariamente à crença comum de que a proteína de origem animal é mais adequada para desencadear o crescimento muscular do que a proteína de origem vegetal, um estudo de 2017 publicado no The American Journal of Clinical Nutrition descobriu que a combinação adequada de proteína de planta pode realmente ter um valor biológico maior do que proteína animal. Uma combinação de proteína do trigo (por exemplo, seitan) e proteína da soja (por exemplo, tofu) tem sido utilizada por fisiculturistas que seguem uma dieta vegana rigorosa, como Patrik Baboumian e Robert Cheeke.

#### Refeições
Alguns fisiculturistas geralmente dividem sua ingestão de alimentos em 5 a 7 refeições com igual conteúdo nutricional e comem em intervalos regulares (por exemplo, a cada 2 a 3 horas). Essa abordagem serve a dois propósitos: limitar a sobrecarga na fase de cutting e permitir o consumo de grandes volumes de alimentos durante a fase de bulking. Comer com mais frequência não aumenta a taxa metabólica basal quando comparado a três refeições por dia. Embora os alimentos tenham um custo metabólico para digerir, absorver e armazenar, chamado efeito térmico dos alimentos, isso depende da quantidade e do tipo de alimento, não da maneira como os alimentos se espalham pelas refeições do dia. Estudos bem controlados usando calorimetria de corpo inteiro e água duplamente rotulada demonstraram que não há vantagem metabólica em comer com mais frequência.

#### Suplementação
O importante papel da nutrição na construção muscular e na perda de gordura significa que os fisiculturistas podem consumir uma grande variedade de suplementos alimentares. Vários produtos são usados na tentativa de aumentar o tamanho muscular, aumentar a taxa de perda de gordura, melhorar a saúde das articulações, aumentar a produção natural de testosterona, melhorar o desempenho do treinamento e prevenir possíveis deficiências nutricionais. Os fisiculturistas frequentemente adicionam pó de proteína às suas refeições porque é fácil, mais barato que carne, e não contém carboidratos e gorduras. Eles também podem precisar de mais proteína do que outros para construir músculos rapidamente, devido aos seus treinos intensos.

### Substâncias que melhoram o desempenho
A maioria dos fisiculturistas usa drogas como esteróides anabolizantes e substâncias precursoras, como pró-hormônios, para aumentar a hipertrofia muscular. Os esteróides anabolizantes causam hipertrofia dos dois tipos (I e II) de fibras musculares, provavelmente causada por uma síntese aumentada de proteínas musculares. Eles também provocam efeitos colaterais indesejados, incluindo hepatotoxicidade, ginecomastia, acne, início precoce da calvície masculina e um declínio na produção de testosterona do próprio corpo, o que pode causar atrofia testicular. Outras substâncias que melhoram o desempenho usadas por fisiculturistas competitivos incluem o hormônio do crescimento humano (GH).
O crescimento muscular é mais difícil de alcançar em adultos mais velhos do que adultos mais jovens devido ao envelhecimento biológico, o que leva a muitas alterações metabólicas prejudiciais ao crescimento muscular; por exemplo, diminuindo os níveis de hormônio do crescimento e testosterona. Alguns estudos clínicos recentes mostraram que o tratamento com doses baixas de GH para adultos com deficiência de GH altera a composição corporal, aumentando a massa muscular, diminuindo a massa gorda, aumentando a densidade óssea e a força muscular, melhorando os parâmetros cardiovasculares e afeta a qualidade de vida sem efeitos colaterais significativos. Em roedores, o gene da metalotioneína resulta na ativação da via Akt e no aumento do tamanho do miotubo, na hipertrofia das fibras do tipo IIb e, finalmente, na força muscular.

#### Injeção de óleo nos músculos
Uma tendência recente no fisiculturismo é injetar synthol nos músculos para criar protuberâncias maiores, ou injetar acrílico nos músculos para modelá-los. O uso de acrílico para modelar músculos é proibido nos Estados Unidos.
O óleo para aprimoramento do local, geralmente chamado santol ou synthol, refere-se a óleos injetados nos músculos para aumentar o tamanho ou alterar a forma. Alguns fisiculturistas, principalmente no nível profissional, injetam seus músculos com essas misturas para imitar a aparência do músculo desenvolvido, onde, caso contrário, seria desproporcional ou inexistente. Isso é conhecido como "fluffing". Synthol é 85% de óleo, 7,5% de lidocaína e 7,5% de álcool. O uso de óleo injetado para melhorar a aparência muscular é comum entre os fisiculturistas, apesar do synthol poder causar embolias pulmonares, danos nos nervos, infecções, lipogranuloma esclerosante, acidente vascular cerebral, e a formação de granulomas, cistos ou úlceras cheios de óleo no músculo. Casos raros podem exigir intervenção cirúrgica para evitar mais danos ao músculo e para evitar perda de vidas.
O óleo de gergelim é frequentemente usado nessas misturas, o que pode causar reações alérgicas, como vasculite. Como o músculo injetado não é realmente bem desenvolvido, ele pode se inclinar sob a gravidade.

### Descanso
Embora a estimulação muscular ocorra na academia (ou em casa) ao levantar pesos, o crescimento muscular ocorre posteriormente durante os períodos de descanso. Sem descanso e sono adequados (6 a 8 horas), os músculos não têm a oportunidade de se recuperar e crescer. Além disso, muitos atletas descobrem que uma soneca durante o dia aumenta ainda mais a capacidade do corpo de se recuperar do treinamento e construir músculos. Alguns fisiculturistas adicionam uma massagem no final de cada treino à sua rotina como um método de recuperação.

### Sobretreinamento
O sobretreinamento ocorre quando um fisiculturista treina até o ponto em que sua carga de trabalho excede sua capacidade de recuperação. Há muitas razões pelas quais ocorre o treinamento excessivo, incluindo falta de nutrição adequada, falta de tempo de recuperação entre os exercícios, sono insuficiente e treinamento em alta intensidade por muito tempo. O treinamento em alta intensidade com muita frequência também estimula o sistema nervoso central (SNC) e pode resultar em um estado hiperadrenérgico que interfere nos padrões de sono. Para evitar o treinamento excessivo, um treinamento intenso e frequente deve ser realizado com pelo menos uma quantidade igual de recuperação intencional. O fornecimento oportuno de carboidratos, proteínas e vários micronutrientes, como vitaminas, minerais, fitoquímicos e até suplementos nutricionais, é extremamente crítico. Um distúrbio mental, informalmente chamado de "vigorexia" (por analogia com a anorexia), pode ser responsável pelo excesso de treinamento em alguns indivíduos. Os sofredores sentem como se nunca fossem grandes o suficiente ou musculosos o suficiente, o que os obriga a treinar demais para tentar atingir seu objetivo físico.
Um artigo da revista Muscle & Fitness, "Overtrain for Big Gains", afirmou que o sobretreinamento por um breve período pode ser benéfico. O overtraining pode ser usado vantajosamente, como quando um fisiculturista é propositalmente treinado por um breve período de tempo para supercompensar durante uma fase de regeneração. Estes são conhecidos como "microciclos de choque" e foram uma técnica de treinamento essencial usada por atletas soviéticos.

## Estratégias

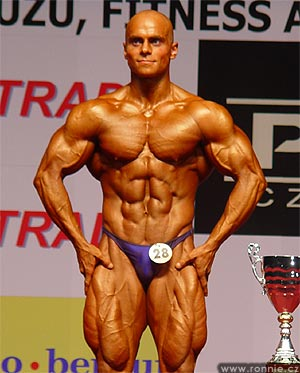
Lukas Osladil fazendo uma pose em uma competição de fisiculturismo

### Bulking e cutting
A estratégia geral adotada pela maioria dos fisiculturistas competitivos atuais é obter ganhos musculares durante a maior parte do ano (conhecida como "off-season") e, aproximadamente 12 a 14 semanas após a competição, perder um máximo de gordura corporal (referido como "cutting"), preservando o máximo de massa muscular possível. A fase de bulking implica permanecer em um balanço energético positivo líquido (excesso de calorias). A quantidade de excedente em que uma pessoa permanece é baseada nos objetivos da pessoa, pois um maior excedente e uma fase de maior bulking criarão mais tecido adiposo. O excesso de calorias em relação ao balanço energético de uma pessoa garantirá que os músculos permaneçam em um estado de anabolismo.
A fase de cutting implica permanecer em um balanço energético negativo líquido (déficit calórico). O principal objetivo do cutting é oxidar a gordura, preservando o máximo de músculo possível. Quanto maior o déficit calórico, mais rápido perderá peso. No entanto, um grande déficit calórico também criará o risco de perda de tecido muscular.
A estratégia de bulking e cutting é eficaz porque existe um vínculo bem estabelecido entre a hipertrofia muscular e o estado de balanço energético positivo. Um período sustentado de superávit calórico permitirá ao atleta ganhar mais massa livre de gordura do que poderia ganhar em condições eucalóricas. É esperado algum ganho em massa gorda, que os atletas procuram oxidar em um período de cutting, mantendo o máximo de massa magra possível.

### Bulking limpo
Muitos fisiculturistas não competitivos optam por não adotar essa estratégia convencional, pois muitas vezes resulta em ganho de gordura indesejado significativo durante a fase de "bulking". A tentativa de aumentar a massa muscular no corpo sem ganho de gordura é chamada de bulking limpo. Fisiculturistas competitivos concentram seus esforços para obter uma aparência de pico durante uma breve "temporada de competição".
O bulking limpo leva mais tempo e é uma abordagem mais refinada para atingir a porcentagem de gordura corporal e massa muscular que uma pessoa está procurando. Uma tática comum para manter a gordura baixa e a massa muscular alta seria ter dias com mais calorias e menos calorias para manter um equilíbrio entre ganho e perda. Muitas dietas limpas a granel começam com uma quantidade moderada de carboidratos, quantidade moderada de proteínas e uma quantidade decentemente baixa de gorduras. Para manter um bulking limpo, é importante atingir as metas de calorias todos os dias. As metas de macronutrientes serão diferentes para cada pessoa, mas é ideal chegar o mais próximo possível.

### Bulking sujo
"Bulking sujo" é o processo de comer com um excedente calórico maciço, sem tentar descobrir a quantidade exata de macronutrientes ingeridos (carboidratos, gorduras e proteínas). Os levantadores de peso que estão tentando ganhar massa rapidamente, sem preocupações estéticas, geralmente optam pelo método "bulking sujo".

### Pré-competição
Na última semana que antecede uma competição, os fisiculturistas geralmente diminuem o consumo de água, sódio e carboidratos, os dois primeiros para alterar a forma como a água é retida pelo corpo e o segundo para reduzir o glicogênio no músculo. No dia anterior ao evento, a água é removida da dieta e os diuréticos podem ser introduzidos, enquanto a carga de carboidratos é realizada para aumentar o tamanho dos músculos através do reabastecimento de glicogênio. O objetivo é maximizar a magreza e aumentar a visibilidade das veias, ou "vascularização".
A definição muscular e a vascularização são aprimoradas imediatamente antes de aparecer no palco, escurecendo a pele através de produtos de bronzeamento e aplicando óleos na pele para aumentar o brilho. Alguns competidores comem alimentos ricos em açúcar para aumentar a visibilidade de suas veias. Uma etapa final, chamada "pumping", consiste na realização de exercícios com pesos leves ou outros tipos de baixa resistência (por exemplo, dois atletas podem "bombear" um ao outro segurando uma toalha e puxando um por um), logo antes da competição, para preencher os músculos com sangue e aumentam ainda mais seu tamanho e densidade.